# Tizi N'Ghachou
Tizi N Ghachou (franska: Tizi N Ghachou (CR), Tizi N Ghachou (Commune Rurale), arabiska: سيدي سليمان مول الكيفان) är en kommun i Marocko.   Den ligger i provinsen Midelt och regionen Drâa-Tafilalet, 200 km sydost om huvudstaden Rabat. Antalet invånare är 3 053.